# Réforme protestante à Besançon

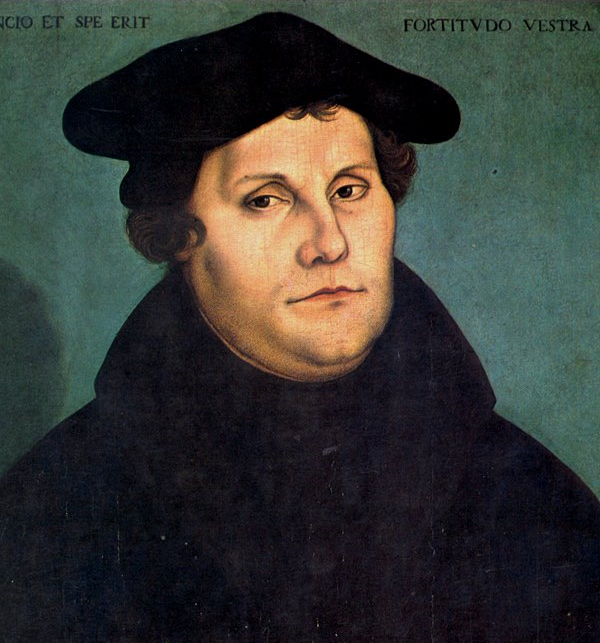
Martin Luther, père de la Réforme.

À Besançon, la Réforme protestante est une manifestation confessionnelle et sociale majeure dans l'histoire de la ville. Durant une période comprise entre 1520 et 1540, cette vision émerge et se développe fortement grâce à plusieurs prédicateurs notoires, en particulier les théologiens Guillaume Farel et Théodore de Bèze. Les habitants, pourtant réputés conservateurs, embrassent de plus en plus nombreux la nouvelle cause, entraînant les pauvres d'abord, puis les gens de métiers, et les notables. Alors que la principauté de Montbéliard et la Suisse voisines s'y conforment définitivement, localement le camp jugé hérétique est violemment confronté avec le catholicisme toujours religion d'État. Les Autorités mènent une répression impitoyable, jusqu'à l'élimination définitive de la menace durant la surprise de 1575. Dès lors, pendant plus de deux siècles, la communauté est inexistante, situation qui perdurera jusqu'à la Révolution. Le gain de popularité locale du luthéranisme, la gravité des troubles engendrés allant jusqu'à une bataille armée, et la position stratégique de la cité, font de cet épisode l'un des plus notables en la matière, à l'instar de la république de Mulhouse ou de La Rochelle.

## Naissance et développement

### Prémices et avènement
Dans les années 1520, le chapitre catholique de Besançon enregistre officiellement l'existence de la Réforme dans ses acta capituli (« actes du chapitre »). Simultanément, il lance des actions préventives ou punitives contre les protestants communément désignés sous le terme péjoratif d'hérétiques. Il est fait mention de mesures contra Lutheri en 1523 et contre les Paysans (en référence à la guerre des Paysans allemands) en 1525. En outre, il est interdit de parler aux luthériens dans la cité vers 1527, et l'empereur émet un mandement défensif en 1527 pour la Franche-Comté. Ces décisions se soldent les années suivantes par une résistance concrète des Réformés, notamment lorsque Nicolas Perrenot de Granvelle fait exécuter préventivement un religieux, le moine Coquillard de Reims, suspecté en 1528 d'être un Réformé, de même qu'un certain Lambellin. Dans le même temps, Gauthiot d'Ancier est banni. Néanmoins l'interdiction faite aux protestants en 1527 de fréquenter Besançon est levée le 6 mai 1529, sous la pression de certains notables de la ville. On note à la même période l’exécution d'un luthérien dont on éparpille les restes coupés en morceaux à travers la ville. De nombreuses processions, prières collectives de rues et prêches publics sont également ordonnés afin de conserver la foi catholique. En 1535, des maîtres d'école, des médecins, des humanistes sont poursuivis par des moines sous l'appellation « érasmiens ou mal sentants de la foy » ou même encore « lecteurs de mauvais livres. » En fait, les Autorités mettent tout en œuvre pour éviter une situation « similaire à l'Allemagne » : menaces de saisie de biens et d'arrestation contre les individus qui tenteraient de dépénaliser l'hérésie. Ces mesures coercitives vaudront à la Municipalité des éloges de Charles Quint et de Marie-Thérèse d'Autriche, respectivement en 1534 et en 1537.
En 1537, l'archevêque Antoine Ier de Vergy accentue sans répit le combat contre la Réforme. De sa propre autorité, il interdit formellement de fréquenter des protestants ou d'en avoir comme domestiques, et il emprisonne les prédicateurs protestants. Ses successeurs lui emboîtent le pas jusqu'à « la surprise de Besançon » en 1575. Le Comté de Montbéliard bascule dans la Réforme notamment avec l'évangélisation de Guillaume Farel et de ses acolytes malgré l'opposition bisontine qui envoie plusieurs émissaires sur place et dote de moyens appropriés les églises catholiques locales, contribuant ainsi à transformer la ville en bastion. Nombre d'exécutions capitales sont ordonnées à Besançon : un registre mentionne « Quentin Bussi, un Français, Pierre de Pradines, un Voyageur, deux curés de Saint-Amour, Jean Bobet, Étienne Servat, Louis Conot, un domestique, ainsi que Jean le Nid - libraire de Dole ». D'autres mesures sont prises contre les protestants étrangers découverts dans la cité. Le premier monétaire de Besançon, Pierre Duchemin, parvient à s'enfuir en 1537, alors que les autorités avaient retrouvé chez lui une Bible traduite en français, le premier des quatre exemplaires du genre publiés à Neuchâtel en 1535 par Pierre de Vingle, connu sous le nom de Bible d'Olivetan. Mais le protestantisme commence réellement à trouver un écho très favorable près des populations à partir de 1538 malgré la répression, lorsque les théologiens Guillaume Farel, Théodore de Bèze, voire Jean Calvin selon certaines sources, viennent prêcher dans la ville, jusqu'en 1541 pour le premier, dans une maison à l'angle de la rue de la Vieille-Monnaie,. En 1539, une grande partie des chanoines de Montbéliard se retirent de la ville chassés par le protestantisme triomphant qui célèbre le culte dans toutes les églises. Leur arrivée à Besançon provoque le trouble et la perplexité des autorités locales rendues inquiètes par la soudaineté et l'ampleur de l'événement.

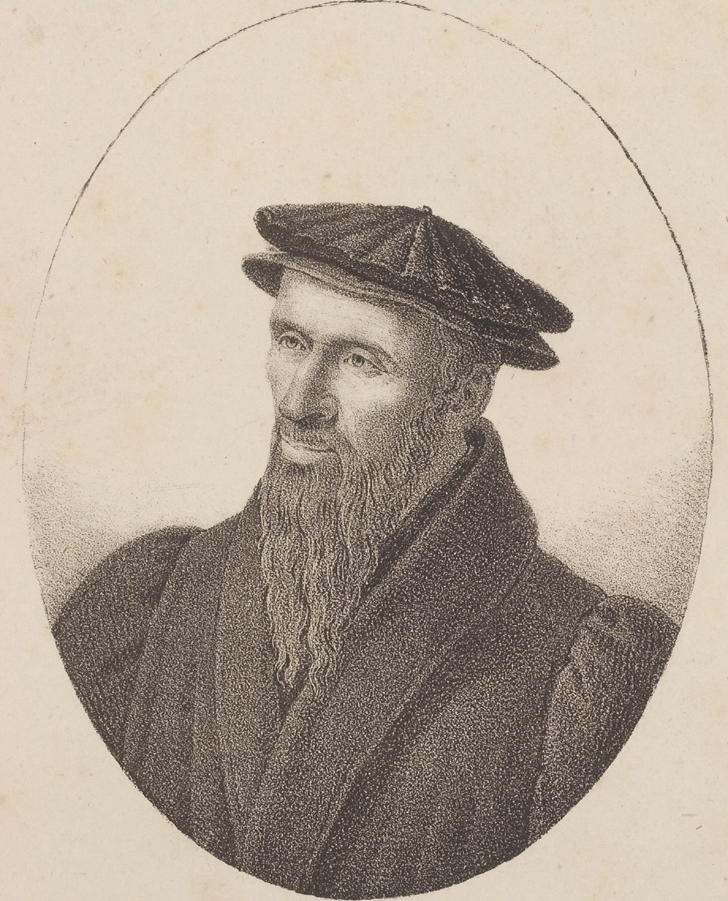
Guillaume Farel, célèbre prédicateur calviniste qui prêcha à Montbéliard en 1524-1525, puis à Besançon vers 1540.

### Expansion et premiers incidents
Bien que la ville continue à célébrer le culte catholique romain, les Bisontins très proches de la Suisse et de la Principauté de Montbéliard s'intéressent de plus en plus aux nouveaux dogmes et finissent par pencher du côté de la Réforme,. La communauté protestante mène alors une campagne féroce contre les dirigeants de l'Église et en particulier contre Mgr de Vergy. Les gouverneurs catholiques de la commune se montrent au début assez tolérants. Des attentats iconoclastes sont perpétrés : des statues de la Vierge sont vandalisées et d'autres de saints, mutilées ; des verrières de la cathédrale Saint-Jean sont brisées. Moins violemment, des chorales populaires se rassemblent en 1561 à Chamars sous la protection d'arquebuses pour y entonner les psaumes de Théodore de Bèze et de Clément Marot. On assiste aussi à des manifestations publiques véhémentes et même à la lapidation de prêtres. Le 29 décembre 1541 décède Antoine de Vergy. Son successeur Pierre de La Baume, évêque de Genève transféré par le pape à Besançon, poursuit la lutte engagée contre l'hérésie. Un moment hésitant, il fait un discours éloquent lors de son investiture dans l'église Saint-Pierre de Besançon où il demande à la foule si elle le reconnaît pour archevêque. La réponse lui étant unanimement favorable, il est désigné comme « protecteur de la foi ». Fort de cette confiance, les autorités ecclésiastiques font arrêter les protestants les plus en vue de la ville. En outre, on fait publier un décret d'excommunication contre toute personne soupçonnée d'hérésie. Au printemps 1543, deux prêcheurs nommés Marin Mantel et Crespin Petit organisent la communauté et rallient une partie de la population à leur cause. En 1544, à la suite du décès de Pierre de la Baume, le grand vicaire François Bonvalot est élu par le chapitre pour assurer l'intérim en attendant que le successeur désigné évêque coadjuteur par Pierre de la Baume, son neveu Claude de La Baume âgé de sept ans, ait atteint sa majorité. Après plusieurs luttes intestines entre les partisans et les adversaires du nouvel archevêque à propos de sa légitimité, les autorités finissent par se mettre d'accord. François Bonvalot assure l'administration du diocèse en attendant que Claude de La Baume soit approuvé par le pape et l'empereur. La restauration radicale du dogme catholique et plus généralement la poursuite de la lutte antiprotestante peut donc reprendre sans être empêchées. Il faut cependant attendre que Claude de la Baume ait accédé au siège épiscopal annoncé le 12 août 1558, avec effet presque trois ans plus tard, pour envisager une totale cohésion. Claude se révèle très combatif. Avant même que les décrets du concile de Trente ne soient officiellement signés, il se montre acharné à les faire appliquer au niveau local.
Le massacre de Wassy en 1562 marque le début des guerres de religion, véritable guerre civile qui ravage le royaume de France. La cité de Besançon est alors une République indépendante protégée par le Saint-Empire romain germanique, de ce fait relativement épargnée au début du conflit. Le roi Philippe II demande à Marguerite de Parme de se hâter de faire appliquer le concile de Trente pour la Franche-Comté. Elle commence par consulter le gouverneur et le Parlement de la région afin de faire respecter au mieux les mesures préconisées. Les luttes font rage au sein de la ville : deux conceptions du catholicisme s'affrontent sans cesser de tenter d'éradiquer la Réforme ; d'un côté l'archevêque et la hiérarchie ecclésiastique soucieuse de conserver ses privilèges ; de l'autre le Magistrat responsable de la Commune, allié de longue date avec des localités suisses passées au protestantisme, bien qu'il se fût déclaré hostile à toute conversion. Ajouter à cela des dissensions internes au sein même de l'Église catholique sur des questions de successions, de propriété, d'application du dogme et du Concile. L'Empereur et/ou ses représentants, désireux que le catholicisme triomphe en ses terres, essaie de les réconcilier pour que les coups ne frappent que les seuls hérétiques. Quant aux quatorze co-gouverneurs de la ville, ils n'osent aucune répression, au risque de perdre une partie importante de leurs électeurs, allant parfois jusqu'à exercer des représailles sur leurs amis et leur famille. Après des discussions longues et innombrables, l'ensemble des protagonistes arrivent finalement à trouver un accord de fond et décident d'appliquer à la lettre l'ensemble des mesures conciliaires. Cependant les événements ont occasionné de tels troubles que la confusion a provoqué un retournement sensible dans une ville devenue majoritairement protestante avec l'arrivée, en 1568 de nombreux Réformés de France chassés par la guerre. Nombre de Bisontins promettent allégeance au nouveau dogme. Alors qu'au début le culte touche essentiellement les couches les plus pauvres de la société, mendiants et vagabonds qui n'ont rien à perdre à adopter la nouvelle foi, la Réforme gagne les gens de métiers et particulièrement les marchands et commerçants, ainsi que les adeptes de la démocratie à commencer par les membres de la faction de Gauthiot d'Arcier. 
Toutefois, même si l'expression « nouveau bastion protestant » peut se justifier à court terme, il semble impossible d'en dégager une certitude sur le long terme. En l'état, Besançon serait devenu un isolat religieux franc-comtois qui n'aurait pas tenu longtemps face au pouvoir de l'Empereur et de ses alliés catholiques. Les réformés ne peuvent attendre d'aide utile que de la Suisse proche, chose rendue impossible à cause du traité de neutralité conclu entre cet État, l'Empereur et la France sur les affaires de la région. La rupture de cet accord entraînerait une guerre inéluctable avec la puissante voisine. La cité ne peut donc devenir une ville de Réforme que très difficilement. Même si l'exemple contraire de Mulhouse permet de supposer l'issue possible, la situation serait restée fragile ou, au pire, menacée d'un dénouement précoce et tragique. Les protestants les plus déterminés décident de fomenter des troubles insurrectionnels qui se révèlent sporadiques et anarchiques. En effet, plusieurs complots visant à attaquer des villes de la région sont déjoués, notamment en septembre 1543 à Saint-Claude, en 1557 et 1565 à Vesoul et en 1575 à Pontarlier. Le Parlement ordonne un surcroît de vigilance aux officiers chargés de préserver la foi catholique. Les exécutions reprennent : le 15 mai 1561 un cordelier est décapité pour avoir prêché la réforme. Plusieurs localités tombent néanmoins, comme Héricourt en 1562, ainsi que Mandeure, Dampierre-sur-le-Doubs et Colombier-Fontaine en 1565. Cependant l'idée d'un conflit qui tournerait en faveur des protestants ne se conçoit réellement qu'avec le passage des troupes de Wolfgang de Zweibrücken, arrivant par la Bourgogne, pillant et ravageant les cités catholiques et fournissant une aide précieuse aux Réformés. Grandement favorisés par ce nouveau contexte et par l'aide éventuelle et secrète des Suisses, les protestants envisagent sérieusement la victoire de leur Église. Finalement, les troupes allemandes s'en vont au grand désespoir de leurs alliés protestants, laissant le champ libre aux autorités civiles et religieuses catholiques. La reprise en main définitive de la Franche-Comté, passée la frayeur d'une défaite, est à nouveau possible.

## Répression et Contre-Réforme

### Un climat de plus en plus délétère

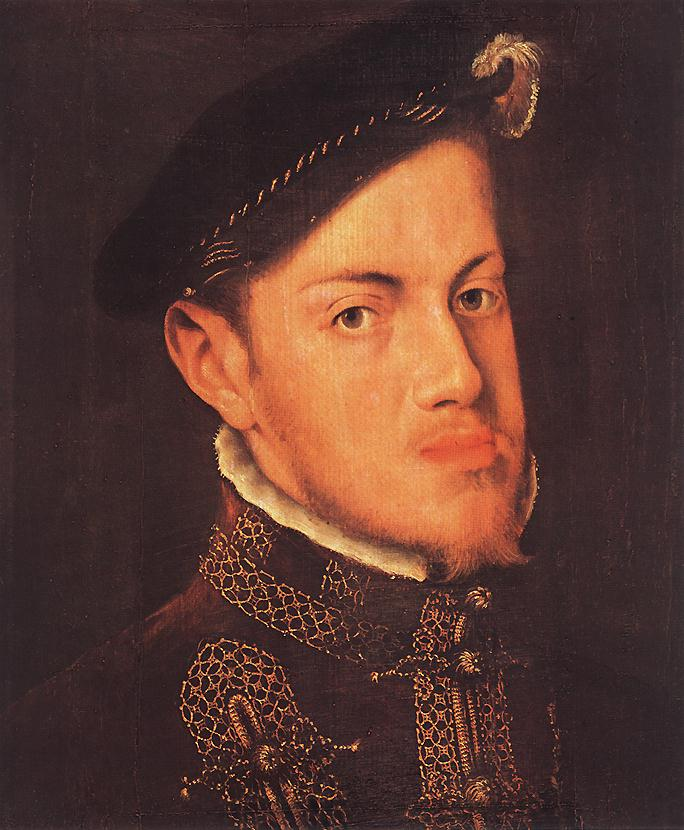
Philippe II, l'un des instigateurs de la reprise en main de la comté catholique face au protestantisme croissant.

En 1571, la situation change brusquement. Les incidents communautaires deviennent si importants que le Parlement de Dole fait intervenir Philippe II d'Espagne alors en lutte contre l'hérésie. En effet, les sages de Besançon, devant l'inertie criante des autorités, craignent que la cité ne tombe durablement entre les mains des Huguenots. Avec l'aide d'Antoine Perrenot de Granvelle, de Maximilien II du Saint-Empire et le concours de Fadrique Álvarez de Toledo y Enríquez de Quiñones, duc d'Albe de passage dans la région, Philippe II envoie trois commissionnaires la même année. L'archevêque Claude de la Baume fait poursuivre et châtier les hérétiques. Le fait est que la ville est assaillie par les exactions commises par les protestants. Place Saint-Quentin (actuelle place Victor-Hugo) le 29 juin 1572, un protestant tire sur les statues de saint Ferjeux et de saint Ferréol. Cet outrage lui vaut d'être assassiné par des catholiques. En riposte, le camp protestant s'insurge et pille nombre d'habitations dont les occupants sont pour la plupart emprisonnés, d'autre tués. On envoie d'abord le baron de Polewiller pour rétablir l'ordre. Devant le nombre important de protestants, le comte de Montfort et le colonel Roydenoz lui viennent en renfort. Ils arrivent sur place le 15 août 1572. Les pouvoirs locaux se prêtent alors à une estimation minutieuse du nombre d'insurgés. Le 13 octobre 1572, 700 personnes environ doivent répondre à huit articles principaux sous serment. On arrive ainsi à expulser 50 Réformés de Besançon et 250 autres de la région, qui se réfugient en Suisse ou à Montbéliard. Parmi eux, on compte Charles Mercier, chirurgien dans la ville, chassé et réfugié à Montbéliard et le professeur de droit Charles Dumoulin, mal sentant de la foi expulsé de Dole. D'autres subissent le même sort dont des co-gouverneurs contraints à l'exil le 3 février 1573. Certains hérétiques sont emprisonnés, parfois même condamnés à mort, comme l'humaniste comtois Gilbert Cousin, incarcéré et torturé jusqu'à son décès en 1572. Malgré tout, le prêche continue chez les particuliers, mais la peur des expulsions et des persécutions s'empare peu à peu de la communauté.
De plus en plus d'habitants fuient alors en Suisse, à Neuchâtel et dans le canton de Vaud, ainsi que dans la principauté de Montbéliard. Ils y sont accueillis notamment par la bourgeoisie locale qui les enregistre comme « citoyens de Besançon ». Les mesures répressives se multiplient alors : le nombre des arrestations s'accroît considérablement et l'archevêque Claude de la Baume se montre zélé à l'excès à faire appliquer avec la plus extrême rigueur les décrets du Concile contre le protestantisme. Plusieurs parlementaires officiers bailliagers sont inquiétés et démis de leur fonction, et l'Université de Dole est contrainte à des restrictions radicales pour que la Réforme ne se diffuse pas dans ce milieu stratégique. L'édit du 9 juin 1573 ordonne à l'ensemble des habitants de respecter les rites de l'Église catholique romaine sous peine d'expulsion immédiate sous dix jours. Certains visés par le décret partent d'eux-mêmes après qu'un menuisier a été tué la veille de Noël 1572 pour s'être insurgé contre l’éventualité d'un exil ; d'autres préfèrent anticiper, le décret n'ayant prévu aucune sentence si les délais sont respectés. Tous les livres sont examinés avec soin ; ceux qui sont jugés non conformes sont brûlés lors d'autodafés, en premier lieu le Nouveau Testament traduit en français. Les propriétaires ou gérants d'hôtels ne doivent accepter ni personnel ni client protestant. Au contraire, ordre leur est intimé de dénoncer immédiatement les hérétiques. Tous les citoyens doivent prêter un serment individuel de respect à la foi catholique devant un officier ou un représentant ecclésiastique. Il est obligatoire de faire part de ses doutes sur la sincérité du prestataire dans les vingt-quatre heures ; chaque infraction est justiciable d'un châtiment corporel, de la saisie des biens et/ou de l'expulsion. C'est finalement toute la société comtoise qui vit sous une chape de plomb qui permet à l'Église de contenir ce qu'elle considère comme une épidémie et une hémorragie. Malgré l'exode de plus en plus massif, — les victimes se promettent d'en revenir rapidement et triomphants —, les prédications se tiennent toujours en secret à Besançon où le climat devient étouffant : la rumeur d'une menace de complot est quotidienne et la lutte antiprotestante se poursuit inlassablement. En Suisse et à Montbéliard, les nombreux Bisontins expulsés ou exilés projettent d'assiéger la ville pour en reprendre possession : ce sera « la surprise de Besançon ».

### Confrontation et écrasement final

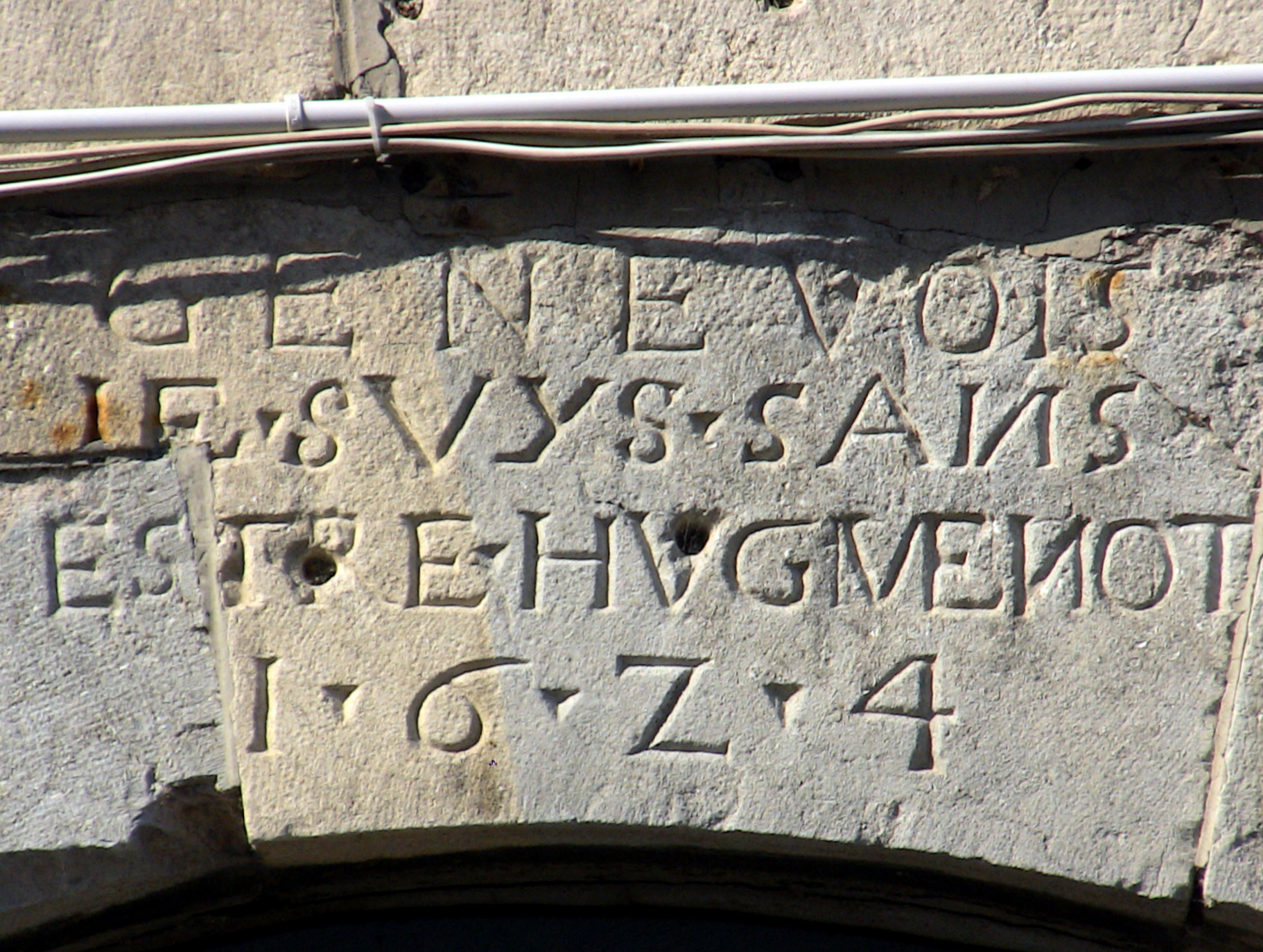
Proclamation lapidaire du 12, rue Champrond : « Genevois je suys, sans estre Huguenot, 1624. »

Dans la nuit du 21 juin 1575, deux corps armés protestants en provenance de Montbéliard et de Neuchâtel, constitués de franc-comtois et d'alliés, font route vers Besançon avec la ferme intention de conquérir la ville. Le groupe de Neuchâtel est arrêté en amont et seul celui de Montbéliard parvient aux portes de la cité dans laquelle il parvient à pénétrer avec la complicité de la communauté bisontine restée à l'intérieur. La troupe franchit le pont Battant et envahit le cœur de la ville. S'ensuivent des combats particulièrement meurtriers où l'on fait donner le canon. Les Protestants se replient, sont capturés puis massivement abattus,. Depuis ce jour, les habitants du quartier du Battant sont appelés les Bousbots, un gentilé faisant référence à la résistance que les vignerons du quartier ont vaillamment opposée à la tentative de prise de la ville : bous signifie « pousse » et bots, « crapauds », les protestants lors de l'affrontement ayant planté des crapauds sur des pieux pour effrayer l'adversaire. 
L'Église catholique romaine recouvre la totalité de sa puissance et de ses droits et la ville redevient un bastion du catholicisme. La Réforme est éradiquée, les biens des hérétiques confisqués et liquidés par voie judiciaire. Des documents font état de quelques exécutions à la fin du siècle mais elles concernent des gens de passage. Les rares foyers de la Réforme qui subsistaient dans la ville, voire en Franche-Comté, à l'exception de Montbéliard, s'éteignent rapidement. Cependant, de très nombreuses actions judiciaires continuent à être menées, la population et les autorités craignant une nouvelle « surprise ». Entre 1575 et la Guerre de Trente ans, toute la société s'ingénie à réprimer sévèrement les individus que la rumeur désigne comme fomentateurs d'un complot réel ou imaginaire. Plusieurs affaires éclatent encore dans les années 1620 et c'est certainement dans ce cadre de terreur que la rue Champrond proclame cette sorte de devise lapidaire en 1624 : « Genevois je suys, sans estre Huguenot, 1624,,,. »

### Reprise en main de l'Église catholique
La Contre-Réforme empêche toute présence de la communauté dans la cité. La Franche-Comté est conquise par la France et en 1678 les anciens ennemis signent le traité de Nimègue. En 1685, la révocation de l'édit de Nantes accélère la « chasse aux hérétiques » sur tout le territoire de France, y compris en Franche-Comté désormais partie intégrante du royaume. L'élite conservatrice, omnipotente au niveau local, décide d'appliquer avec rigueur et diligence l'arsenal anti-protestant mis à l'entière disposition des forces catholiques pour réprimer les foyers de la Réforme encore subsistants. Alors que l'édit de Nantes n'a pas été appliqué en Franche-Comté entre 1678 et 1685, l'édit de Fontainebleau qui en signe la révocation le 18 octobre 1685 est publié dès le 13 novembre 1685 par le Parlement de Besançon et exécuté avec le plus grand zèle. Onze autres actes législatifs aussi répressifs sont mis en place durant les deux années qui suivent, dans un même esprit de réaction et de répression, avec la volonté évidente de ne perdre aucun temps dans leur exécution. Par comparaison, il a fallu près de trente ans pour que la Franche-Comté devenue française se voie ratifier la législation du royaume. Des fidèles capturés sont contraints à l'abjuration forcée en l'église Saint-Pierre, des Français pour la plupart qui tentent de fuir les persécutions pour se réfugier en Suisse et interceptés à la frontière. Un registre de cette église fait état de la prise de 155 Huguenots entre 1686 et 1688. Venus de toute la France dans l'espoir de rejoindre la Suisse, ils étaient composés d'artisans, en grande majorité, de quelques nobles et bourgeois, à 82,5 % d'hommes et à 17,5 % de femmes. Ils sont incarcérés au fort Griffon avant d'être forcés à l'abjuration. 

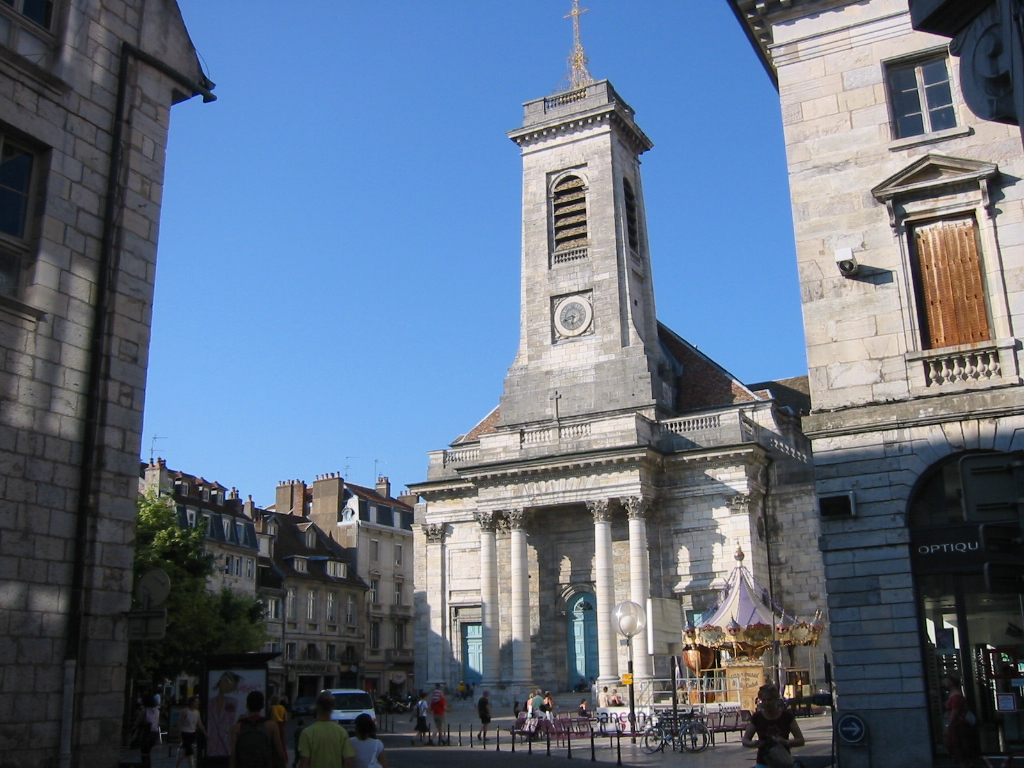
L'église Saint-Pierre, lieu de nombreuses abjurations à Besançon.

Ces scènes sont loin d'être rares. Le parti catholique procède généralement par groupes de plusieurs hérétiques. À Besançon, on n'a compté au total que sept abjurations individuelles enregistrées officiellement. Après la conversion forcée, un ecclésiastique effectue un « rebaptême » catholique en usage jusqu'au début du XXe siècle. De nombreux protestants ont ainsi abjuré contraints et forcés sans que les autorités soient toujours dupes de la solidité de leur ralliement. Aussi a-t-on prévu en cas d'apostasie la peine des galères pour les hommes et la prison pour les femmes jusqu'au renoncement indiscutable de la foi protestante. Malgré le zèle des passeurs comtois, on note de nombreuses captures de hauts personnages : les prévenus Samson et son frère Philippe Descartes de Loisy-en-Brie abjurent le 19 mars 1986, Marguerite Guichenon de Pont-de-Veyle le 16 août 1686, Antoinette Michelet de Pont-de-Veyle le 3 septembre 1686. En revanche, pour le seul village de Pont-de-Veyle Jean Guichenon réussit à passer en Suisse en décembre et mai 1685, Jean Michelet en avril 1686, Abraham Descartes, sa femme et ses quatre enfants en octobre 1686. Le 15 mars 1686, Louvois écrit au président du Parlement de Besançon Jean-Ferdinand Jobelot : « Il faut faire le procès de tous ceux que l'on arrêtera. » Le 21 juin 1686, l'évêque de Montpellier Monseigneur Charles-Joachim Colbert de Croissy rédige une lettre à Jean Hérault de Gourville pour le pasteur Chaillet (responsable de plusieurs localités du canton de Neuchâtel) à propos des frères Billon : « Depuis votre départ, Monsieur, j'ai encore parlé au Roy des deux habitants du village des Brenets qui sont retenus prisonniers ; et quoi que le délit qu'ils ont commis dans les dépendances de sa majesté en facilitant l'évasion de Ses sujets de la Religion Prétendue Réformée, ayant mérité d'estre puni, néanmoins, Elle a bien voulu ordonner leur élargissement pour lequel Monseigneur de Louvois doit écrire aujourd'hui à Monseigneur de la Fonds, Sa Majesté laissant aux magistrats de Neufchastel à faire le chastiment des coupables. Je suis, Monsieur, votre humble et très affectionné serviteur de Croissy. » Les deux négociants bisontins réformés, sont d'abord libérés aux Brenets en Suisse et finalement emprisonnés à Valangin pour satisfaire le roi de France et emmenés devant la cour de Versailles. Mais l'événement produit une telle tension entre la Suisse et le Comté qu'on n'ose les condamner lourdement. 
En 1754, des pasteurs montbéliardais sont incarcérés au fort Griffon. Cet événement donne lieu à une correspondance entre le pouvoir local et Versailles : « Monsieur de Saint-Germain père a fait rapport que suivant les intentions de la Compagnie, il avait représenté à Monsieur le Guy de Dufort de Lorge, duc de Randan, lieutenant des Armées du Roi, chevalier de ses ordres, lieutenant général du Comté de Bourgogne et commandant en chef pour le service de Sa Majesté dudit Comté, les raisons du Magistrat de ne pouvoir souffrir plus longtemps trois particuliers du canton de Glaris faisant profession de religion calviniste qui séjournent dans cette ville depuis plus de deux ans à cause de la diversité de religion que Monsieur de Randan lui avait répondu qu'il fallait les mettre par écrit et qu'il les enverrait à Monsieur de Chassigny, ambassadeur de Suisse à qui le canton de Glaris a porté des plaintes des prétendus mauvais traitements qu'on faisait à ses particuliers, qu'en conséquence il avait minuté les réponses dont il fait lecture, elles ont été approuvées et le secrétaire a été chargé d'en faire une expédition que Monsieur de Saint-Germain remettra à Monsieur le Duc. » Le 23 mars 1754, le Magistrat urbain après délibération fait paraître la déclaration suivante : « La ville de Besançon a toujours regardé les louables cantons suisses comme bons voisins et amis. Et quand le traité de paix perpétuelle ou d'autres titres quels qu'ils soient donneraient le droit aux particuliers de Suisse, sans distinction de s'établir dans le Royaume, cela ne pourrait plus avoir d'exécution à l'égard des protestants depuis la révocation de l'édit de Nantes. La Liberté de conscience n'ayant pas lieu en France, et Sa Majesté n'y souffrant aucun de ses sujets qui ne soient de la religion catholique, il n'y a pas apparence que l'on puisse permettre à ceux qui ne sont pas ses sujets, et qui sont de la religion prétendue réformée d'y venir prendre leur établissement. Indépendamment de cette loi générale perpétuelle et irrévocable pour tout le Royaume, la province de Franche-Comté et la ville de Besançon en particulier ont des ordonnances très anciennes et réitérées plusieurs fois, qui font défense de souffrir qu'aucun protestant ou autre que des catholiques viennent y fixer leur domicile,,. »